# Ian Plimer
Ian Rutherford Plimer (n. 12 februarie 1946) este un geolog australian și profesor emerit la Universitatea din Melbourne. El respinge consensul științific privind schimbările climatice. El a fost criticat de cercetători climatologici pentru că ar fi interpretat greșit datele și ar fi răspândit informații greșite.
Plimer a lucrat anterior ca profesor de geologie minieră la Universitatea din Adelaide și director al mai multor companii miniere și de explorare minerală. El a fost, de asemenea, un critic al creaționismului.

## Lucrări scrise
- Mineral collecting localities of the Broken Hill district, Ian Plimer, Peacock Publications, Hyde Park, S.A., 1977 (ISBN: 0909209065)
- Telling lies for God – reason vs creationism, Ian Plimer, Random House, Sydney, 1994 (ISBN: 0-09-182852-X)
- Minerals and rocks of the Broken Hill, White Cliffs and Tibooburra districts : a guide to the rocks and minerals of the Broken Hill district, Ian Plimer, Peacock Publications, Norwood, S. Aust., 1994 (ISBN: 0909209731)
- A journey through stone : the Chillagoe story, the extraordinary history and geology of one of the richest mineral deposits in the world, Ian Plimer, Reed Books, Kew, Vic., 1997 (ISBN: 0730104990)
- A short history of planet Earth, Ian Plimer, ABC Books, 2001 (ISBN: 0-7333-1004-4)
- Heaven and Earth, Ian Plimer, Quartet Books (1 May 2009 hardcover ISBN: 978-0-7043-7166-8) and Taylor Trade Publishing, Lanham, MD, (July 2009 Paperback ISBN: 978-1-58979-472-6)
- Not for greens:  he who sups with the Devil should have a long spoon, Ian Pilmer, Connor Court Pub., Ballarat, Vic., 2014 (ISBN: 9781925138191)